# Saif Mohammed
Saif Mohammed (en árabe: سيف محمد آل بشر‎; Emiratos Árabes Unidos, 15 de septiembre de 1983) es un exfutbolista de los Emiratos Árabes Unidos que jugaba en la posición de extremo.

## Carrera

### Club
| Periodo   | Club                    |
| --------- | ----------------------- |
| 2003–2008 | Al-Shaab CSC            |
| 2008–2012 | Al-Ain FC               |
| 2011–2012 | → Al-Shaab CSC (cedido) |
| 2012–2016 | Al-Dhafra               |
| 2016–2017 | Al-Shaab CSC            |
| 2017–2018 | Sharjah FC              |
| 2018–2020 | Khor Fakkan Club        |

### Selección nacional
Jugó para Emiratos Árabes Unidos en 13 ocasiones de 2006 a 2009 y anotó un gol; participó en la Copa Asiática 2007.

## Logros
- Etisalat Emirates Cup: 2008/2009
- UAE President Cup: 2008/2009
- UAE Super Cup: 2009